# Standard Widget Toolkit
Standard Widget Toolkit (SWT, вимовляється «ес-дабл-ю-ті») — Стандартний інструментарій віджетів, бібліотека з відкритим вихідним кодом для розробки графічних інтерфейсів користувача на мові Java. Була розроблена підрозділом Rational фірми IBM і компанією Object Technology International (OTI), зараз розвивається фондом Eclipse. Ліцензується під Eclipse Public License, одній з ліцензій відкритого ПЗ.

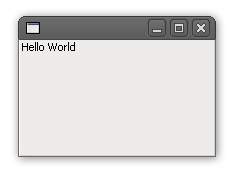
Результат в середовищі GTK

SWT не є самостійною графічною бібліотекою, а є крос-платформовою оболонкою для графічних бібліотек конкретних платформ, наприклад, під GNU/Linux SWT використовує бібліотеку Gtk+. SWT написана на стандартній Java і дістає доступ до OS-специфічних бібліотек через Java Native Interface, що вважається ефективним засобом, попри те, що це не є чистою Java. Значною мірою SWT використається не напряму, а як частина у Eclipse Plug-in Development Environment (PDE).
SWT — альтернатива AWT і Swing (Sun Microsystems) для тих розробників, хто прагне отримати звичний зовнішній вигляд програми в даній OS і уникнути частини проблем, пов'язаних з перенавчанням користувачів. Використання SWT робить Java-застосунок ефективнішим, але знижує незалежність від OS і устаткування, вимагає ручного звільнення ресурсів і, певною мірою, порушує Sun-концепцію платформи Java.

## Дивись також
- Eclipse